# Weichersbach
Weichersbach ist ein Ortsteil der Gemeinde Sinntal im osthessischen Main-Kinzig-Kreis. Das Dorf liegt auf einer Höhe von 283 m ü. NN etwa 11 km südöstlich von Schlüchtern. Durch den Ort fließt die Schmale Sinn.

## Geschichte

### Ortsgeschichte
Die älteste erhaltene schriftliche Erwähnung von Weichersbach stammt aus dem Jahr 1311. In erhaltenen Urkunden wurde Weichersbach unter den folgenden Namen erwähnt (in Klammern das Jahr der Erwähnung): Wichenspach (1311), Wychelsbach (1323), Wichersbach (1346) und Weichersbach (1360). Der Ort gehörte zum Gericht Altengronau, das 1333 als Reichslehen aus einer Erbschaft vom Haus Rieneck an die Herrschaft Hanau kam. Aus dem Gericht entstand im 15. Jahrhundert das Amt Schwarzenfels der Grafschaft Hanau, ab 1459 die Grafschaft Hanau-Münzenberg.
Im Jahre 1545 wird der Name Hans Lange genannt Binmoler, Müller zu Weichersbach, und seiner Frau Jela die die Hanauische Mühle zu Weichersbach gegen eine Jahresabgabe von 3 Gulden und 9 Schillinge Frankfurter Währung betrieben, erwähnt.
Die Grafschaft Hanau-Münzenberg schloss sich in der Reformation zunächst der lutherischen Konfession an, ab 1597 war sie reformiert. Kirchlich gehörte das Dorf zur Pfarrei von Mottgers.
1643 wurde das Amt Schwarzenfels – und damit auch Weichersbach – als Pfand zusammen mit anderen Sicherheiten der Landgrafschaft Hessen-Kassel übergeben. Es sollte für Hanauer Schulden bürgen, die im Zusammenhang mit der Befreiung der Stadt Hanau von der Belagerung durch kaiserliche Truppen 1636 gegenüber Hessen-Kassel entstanden waren. Hanau gelang es nicht mehr, dieses Pfand von Hessen-Kassel zu lösen. Das Amt wurde in der Folgezeit wie landgräfliches Eigentum verwaltet. Auch nachdem Hessen-Kassel 1736, nach dem Tod des letzten Hanauer Grafen, Johann Reinhard III., die Grafschaft Hanau-Münzenberg erbte, wurde es mit dieser nicht wieder vereinigt. Im 18. Jahrhundert befand sich in der Nähe die legendenumwobene Schlangenbuche.
Während der napoleonischen Zeit stand Weichersbach ab 1806 unter französischer Militärverwaltung, gehörte 1807–1810 zum Fürstentum Hanau und dann von 1810 bis 1813 zum Großherzogtum Frankfurt, Departement Hanau. 1813 fiel es an den 1803 zum Kurfürsten erhobenen Landgrafen von Hessen-Kassel zurück, der seine Lande ab 1815 als Kurfürstentum Hessen bezeichnete. Nach der Verwaltungsreform des Kurfürstentums Hessen von 1821, durch die Kurhessen in vier Provinzen und 22 Kreise eingeteilt wurde, gehörte Weichersbach zum Landkreis Schlüchtern. 1866 wurde das Kurfürstentum nach dem Preußisch-Österreichischen Krieg von Preußen annektiert.
Hessische Gebietsreform (1970–1977)
Im Zuge der Gebietsreform in Hessen bildete sich am 1. Juli 1972 die Gemeinde Sinntal durch den freiwilligen Zusammenschluss der bisher selbständigen Gemeinden Mottgers, Schwarzenfels und Weichersbach. Für Weichersbach wurde, wie für die übrigen Ortsteile von Sinntal, ein Ortsbezirk mit Ortsbeirat und Ortsvorsteher nach der Hessischen Gemeindeordnung gebildet.

### Verwaltungsgeschichte im Überblick
Die folgende Liste zeigt die Staaten und Verwaltungseinheiten, denen Weichersbach angehört(e):
- vor 1643: Heiliges Römisches Reich, Grafschaft Hanau-Münzenberg, Amt Schwarzenfels
- ab 1643: Heiliges Römisches Reich, Landgrafschaft Hessen-Kassel (als Pfand), Grafschaft Hanau-Münzenberg, Amt Schwarzenfels
- ab 1803: Heiliges Römisches Reich, Landgrafschaft Hessen-Kassel, Fürstentum Hanau, Amt Schwarzenfels[Anm. 2]
- 1806–1810: Kaiserreich Frankreich,[Anm. 3] Fürstentum Hanau, Amt Schwarzenfels (Militärverwaltung)
- 1810–1813: Großherzogtum Frankfurt, Departement Hanau, Distrikt Schwarzenfels
- ab 1816: Kurfürstentum Hessen,[Anm. 4] Fürstentum Hanau, Amt Schwarzenfels[7]
- ab 1821/22: Kurfürstentum Hessen, Provinz Hanau, Kreis Schlüchtern[8][Anm. 5]
- ab 1848: Kurfürstentum Hessen, Bezirk Hanau
- ab 1851: Kurfürstentum Hessen, Provinz Hanau, Kreis Schlüchtern
- ab 1867: Königreich Preußen,[Anm. 6] Provinz Hessen-Nassau, Regierungsbezirk Kassel, Kreis Schlüchtern
- ab 1871: Deutsches Reich, Königreich Preußen, Provinz Hessen-Nassau, Regierungsbezirk Kassel, Kreis Schlüchtern
- ab 1918: Deutsches Reich (Weimarer Republik), Freistaat Preußen, Provinz Hessen-Nassau, Regierungsbezirk Kassel, Kreis Schlüchtern
- ab 1944: Deutsches Reich, Freistaat Preußen, Provinz Nassau, Landkreis Schlüchtern
- ab 1945: Amerikanische Besatzungszone,[Anm. 7] Groß-Hessen, Regierungsbezirk Wiesbaden, Landkreis Schlüchtern
- ab 1946: Amerikanische Besatzungszone, Hessen, Regierungsbezirk Wiesbaden, Landkreis Schlüchtern
- ab 1949: Bundesrepublik Deutschland, Hessen, Regierungsbezirk Wiesbaden, Landkreis Schlüchtern
- ab 1968: Bundesrepublik Deutschland, Hessen, Regierungsbezirk Darmstadt, Landkreis Schlüchtern
- ab 1972: Bundesrepublik Deutschland, Hessen, Regierungsbezirk Darmstadt, Landkreis Schlüchtern, Gemeinde Sinntal[Anm. 8]
- ab 1974: Bundesrepublik Deutschland, Hessen, Regierungsbezirk Darmstadt, Main-Kinzig-Kreis, Gemeinde Sinntal

## Bevölkerung

### Einwohnerstruktur 2011
Nach den Erhebungen des Zensus 2011 lebten am Stichtag dem 9. Mai 2011 in Weichersbach 804 Einwohner. Darunter waren 12 (1,5 %) Ausländer.
Nach dem Lebensalter waren 153 Einwohner unter 18 Jahren, 324 zwischen 18 und 49, 168 zwischen 50 und 64 und 159 Einwohner waren älter. Die Einwohner lebten in 282 Haushalten. Davon waren 51 Singlehaushalte, 66 Paare ohne Kinder und 141 Paare mit Kindern, sowie 18 Alleinerziehende und 6 Wohngemeinschaften. In 48 Haushalten lebten ausschließlich Senioren und in 168 Haushaltungen lebten keine Senioren.

### Einwohnerentwicklung
| Quelle: Historisches Ortslexikon |                                   |
| • 1549:                          | 31 Haushaltungen und der Zentgraf |
| • 1587:                          | 25 Schützen und 12 Spießer        |
| • 1812:                          | 81 Feuerstellen, 703 Seelen       |

| Weichersbach: Einwohnerzahlen von 1812 bis 2020 | Weichersbach: Einwohnerzahlen von 1812 bis 2020 | Weichersbach: Einwohnerzahlen von 1812 bis 2020 | Weichersbach: Einwohnerzahlen von 1812 bis 2020 | Weichersbach: Einwohnerzahlen von 1812 bis 2020 |
| --- | ----------------------------------------------- | ----------------------------------------------- | ----------------------------------------------- | ----------------------------------------------- |
| Jahr |                                                 |                                                 |                                                 | Einwohner                                       |
| 1812 | 1812                                            |                                                 | 703                                             | 703                                             |
| 1834 | 1834                                            |                                                 | 945                                             | 945                                             |
| 1840 | 1840                                            |                                                 | 929                                             | 929                                             |
| 1846 | 1846                                            |                                                 | 931                                             | 931                                             |
| 1852 | 1852                                            |                                                 | 925                                             | 925                                             |
| 1858 | 1858                                            |                                                 | 863                                             | 863                                             |
| 1864 | 1864                                            |                                                 | 829                                             | 829                                             |
| 1871 | 1871                                            |                                                 | 789                                             | 789                                             |
| 1875 | 1875                                            |                                                 | 731                                             | 731                                             |
| 1885 | 1885                                            |                                                 | 760                                             | 760                                             |
| 1895 | 1895                                            |                                                 | 720                                             | 720                                             |
| 1905 | 1905                                            |                                                 | 703                                             | 703                                             |
| 1910 | 1910                                            |                                                 | 756                                             | 756                                             |
| 1925 | 1925                                            |                                                 | 720                                             | 720                                             |
| 1939 | 1939                                            |                                                 | 749                                             | 749                                             |
| 1946 | 1946                                            |                                                 | 1.042                                           | 1.042                                           |
| 1950 | 1950                                            |                                                 | 1.013                                           | 1.013                                           |
| 1956 | 1956                                            |                                                 | 818                                             | 818                                             |
| 1961 | 1961                                            |                                                 | 818                                             | 818                                             |
| 1967 | 1967                                            |                                                 | 854                                             | 854                                             |
| 1970 | 1970                                            |                                                 | 846                                             | 846                                             |
| 1979 | 1979                                            |                                                 | 872                                             | 872                                             |
| 1990 | 1990                                            |                                                 | 909                                             | 909                                             |
| 1995 | 1995                                            |                                                 | 901                                             | 901                                             |
| 2000 | 2000                                            |                                                 | 869                                             | 869                                             |
| 2005 | 2005                                            |                                                 | 856                                             | 856                                             |
| 2010 | 2010                                            |                                                 | 844                                             | 844                                             |
| 2011 | 2011                                            |                                                 | 804                                             | 804                                             |
| 2015 | 2015                                            |                                                 | 838                                             | 838                                             |
| 2020 | 2020                                            |                                                 | 791                                             | 791                                             |
| Datenquelle: Historisches Gemeindeverzeichnis für Hessen: Die Bevölkerung der Gemeinden 1834 bis 1967. Wiesbaden: Hessisches Statistisches Landesamt, 1968. Weitere Quellen: ; ab 1969: Gemeinde Sinntal |                                                 |                                                 |                                                 |                                                 |

### Historische Religionszugehörigkeit
| • 1885: | 755 evangelische (= 99,34 %), 5 katholische (= 0,66 %) Einwohner  |
| • 1961: | 792 evangelische (= 96,82 %), 26 katholische (= 3,18 %) Einwohner |

## Infrastruktur
- In Weichersbach gibt es einen Kindergarten und eine Grundschule.

## Persönlichkeiten
- Karl Jordan (1882–1889), Bürgermeister und Mitglied der kurhessischen Ständeversammlung